# Yūji Takahashi
Cet article concerne un compositeur, interprète et pianiste japonais. Pour le footballeur japonais, voir Yūji Takahashi (football).
Yūji Takahashi (高橋 悠治, Takahashi Yūji), né le 21 septembre 1938 à Tokyo est un compositeur, interprète et pianiste japonais.

## Biographie
Il étudie auprès de Roh Ogura et Minao Shibata à l'école de musique Tōhō Gakuen. Il fait ses débuts en 1960 en jouant Quantitaten de Bo Nilsson (en). Il réside en Europe de 1963 à 1966 où il travaille avec Iannis Xenakis. Il donne les premières représentations de Herma et Eonta de Xenakis. En 2006, il reçoit une bourse de la Fondation pour les arts contemporains (en).
Frère de la pianiste Aki Takahashi, il reçoit ses premières leçons de musique de son père, professeur de violon, et à partir de 1945, d'Ikuma Dan. Il est plus tard élève des classes de composition de Minao Shibata et Roh Ogura et étudie le piano de 1954 jusqu'en 1958 à l'école de musique Tōhō Gakuen auprès de Hiroshi Itō.
En 1960, Takahashi est répétiteur du groupe d'opéra Nikkikai. En 1962 est créée sa première œuvre, Fonogene pour douze musiciens et sons électroniques. En compagnie des compositeurs Toshi Ichiyanagi et Kenji Kobayashi, il fonde l'ensemble pour la Nouvelle Musique appelé New Directions. Il collabore avec Tōru Takemitsu dans le domaine de la musique de film.
En 1963, il vient à Berlin comme boursier de l'office allemand d'échanges universitaires, y fait la connaissance d'Elliott Carter et Frederic Rzewski et étudie des compositions de Iannis Xenakis. À partir de 1964, Takahashi est pianiste dans la société de concerts française Domaine musical. À cette époque paraissent Chromamorphe I pour sept instruments (1964), Chromamorphe II pour piano (1965) et 6 Stoicheia pour quatre violons (1965) de Xenakis.
En 1965, Takashi travaille à Stockholm en tant que membre du groupe de musique expérimentale Vierkingen. Grâce à une subvention de la Fondation Rockefeller, il s'installe à New York en 1966. Il y étudie la musique assistée par ordinateur et participe en 1968 aux cours d'été du Centre de musique de Tanglewood (en). De 1968 à 1969, il est membre du « Centre des arts créatifs et du spectacle » à Buffalo. De 1971 à 1972, il enseigne à l'université de l'Indiana et au conservatoire de San Francisco. Il rentre ensuite au Japon et y vit depuis en tant que compositeur indépendant et pianiste à Tokyo.
En tant que pianiste, Takashi est surtout connu comme interprète d’œuvres contemporaines. Il joue les premières de plusieurs compositions de Tōru Takemitsu (Piano Distance, 1961; Corona, 1962; Arc, 1963; Asterism, 1969), et son maître Xenakis compose Herma (1962) et Eonta (1964) à son attention. Il joue comme soliste pour l'orchestre symphonique de Londres, l'orchestre philharmonique de New York, l'orchestre symphonique de Boston, l'orchestre symphonique de Chicago, l'orchestre symphonique de San Francisco, l'orchestre de Philadelphie, l'orchestre symphonique de Toronto, l'orchestre philharmonique de Buffalo et se produit au International Music Council Congress de l'UNESCO en 1966 et 1968 et à l'exposition universelle de 1970 à Osaka.
En plus de l'intégrale des œuvres pour piano d'Arnold Schönberg, Anton Webern et Alban Berg, Takahashi a enregistré des compositions d'Olivier Messiaen, Xenakis, John Cage, Frederic Rzewski, Cornelius Cardew, Tōru Takemitsu, Selamat A. Sjukur, Earle Brown et Roger Reynolds. En tant que chef d'orchestre, il dirige des compositions de Xenakis, José Maceda, Sofia Gubaidulina, John Zorn et Edgar Varèse.
Son fils est le compositeur Ayuo (en).

## Œuvres (sélection)
- Time (tape)
- Chromamorphe I (fl, hrn en F, trp en C, trb, vib, vn, cb)
- Chromamorphe II (pf)
- 6 stoicheia (4vn)
- Rosace I (amplified vn)
- Rosace II (pf)
- Operation Euler (2 ou 3 hautbois)
- Metathesis I (pf)
- Manangali : didactic piece for women's chorus
- Three poems of Mao Tse-Tung (pf ou vo[cho], pf)
- Chained Hands in Prayer (pf)
- For you I Sing This Song (cl en B flat, vn, vc, pf) (1976)
- Ji(t) (fl, pf)
- Sieben Rosen hat ein Strauch (violon)
- Kwanju, mai 1980 (pf)
- The Pain of the Wandering Wind (pf)
- Like a Water-Buffalo (acc)
- Turn the Corner of the Morning (percussion)
- Thread Cogwheels (koto, orchestre)
- Insomnia (vn, hp)
- Bed Story (vo, koto)
- Sea of Mud (chœur, percussions)
- Gymnopédie no 1
- Like Swans Leaving the Lake (白鳥が池をすてるように) pour alto et accordéon (1995)
- Mimi no ho (耳の帆), "Sail of the Ears" pour shō, alto et récitant (1994)
- Viola of Dmitri Shostakovich (ドミトリー・ショスタコーヴィチのヴィオラ) pour alto solo (2002)

## Source de la traduction
- (en) Cet article est partiellement ou en totalité issu de l’article de Wikipédia en anglais intitulé « Yūji Takahashi » (voir la liste des auteurs).